# 长苞螺序草
长苞螺序草（学名：Spiradiclis longibracteata）为茜草科螺序草属下的一个种。

## 扩展阅读
- 維基物種上的相關：长苞螺序草